# إيتشينوميا (آيتشي)
إيتشينوميا مدينة تقع ضمن محافظة آيتشي في اليابان، تأسست في 9/1/1921، بلغ عدد تعداد سكانها في 1 يناير – 2008 حوالي 375939 مساحتها الإجمالية حوالي 113.91 كم٢ لتصبح كثافة سكانها 3300 نسمة لكل كيلو متر مربع.

## معرض صور

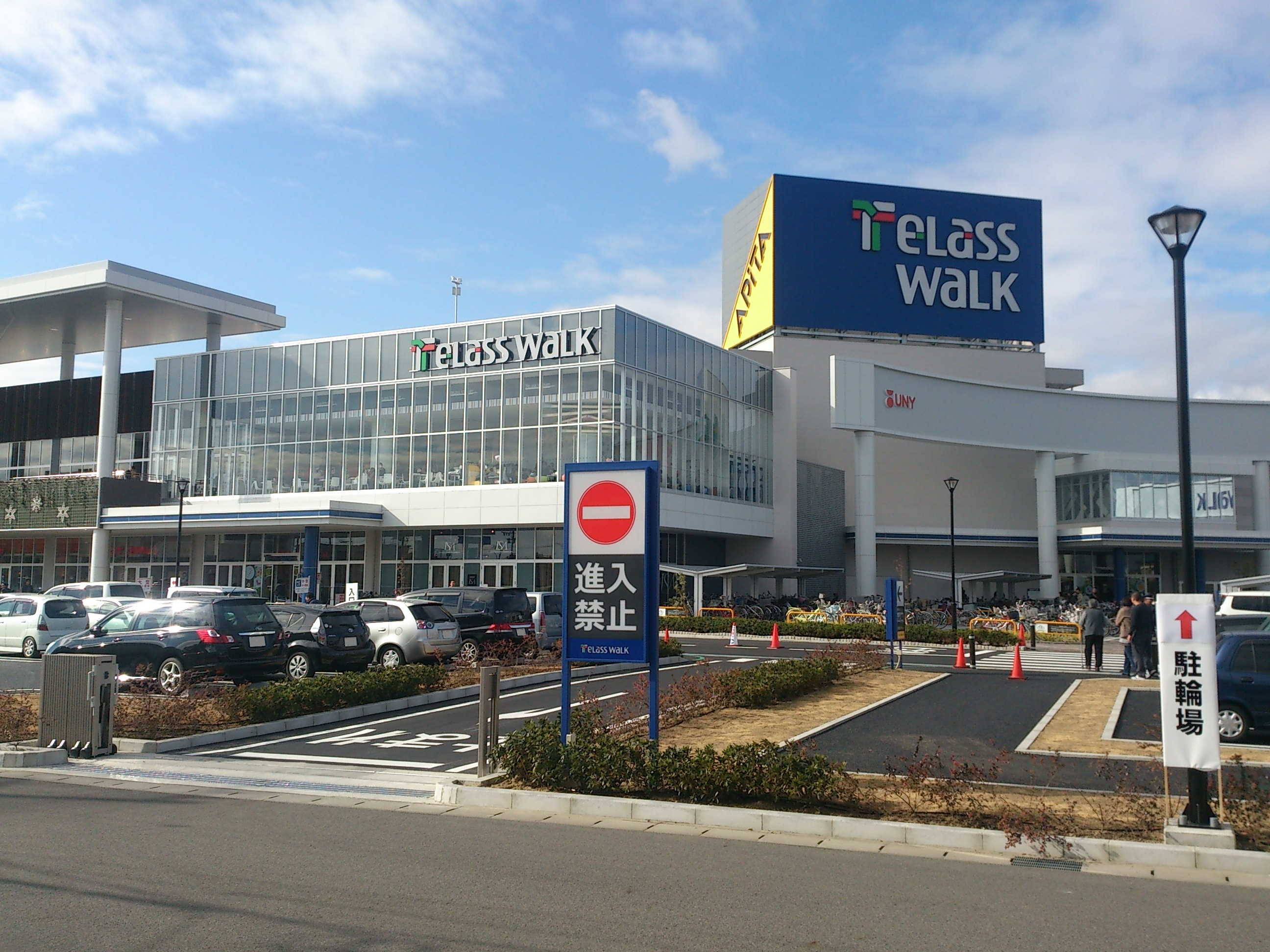
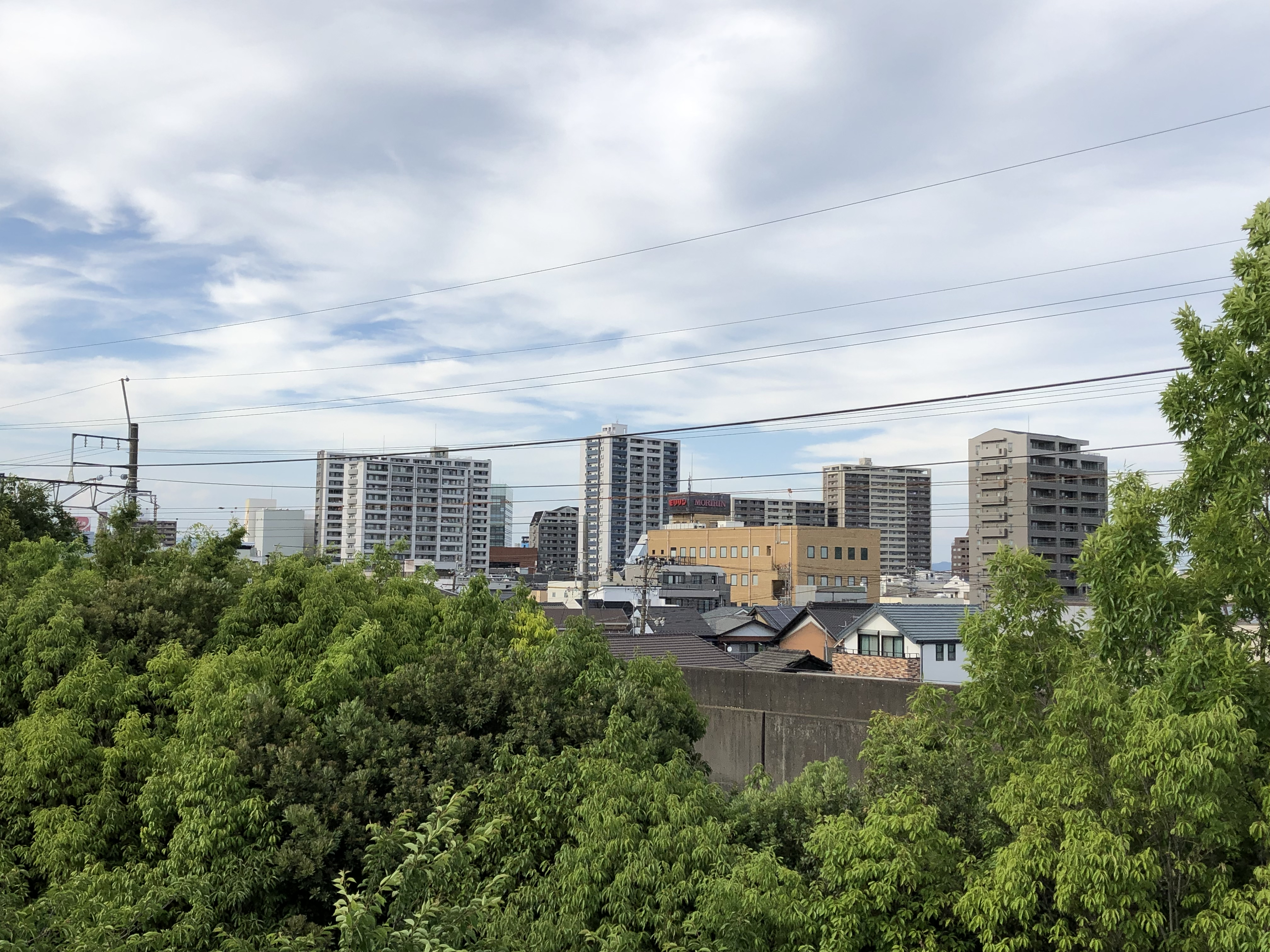
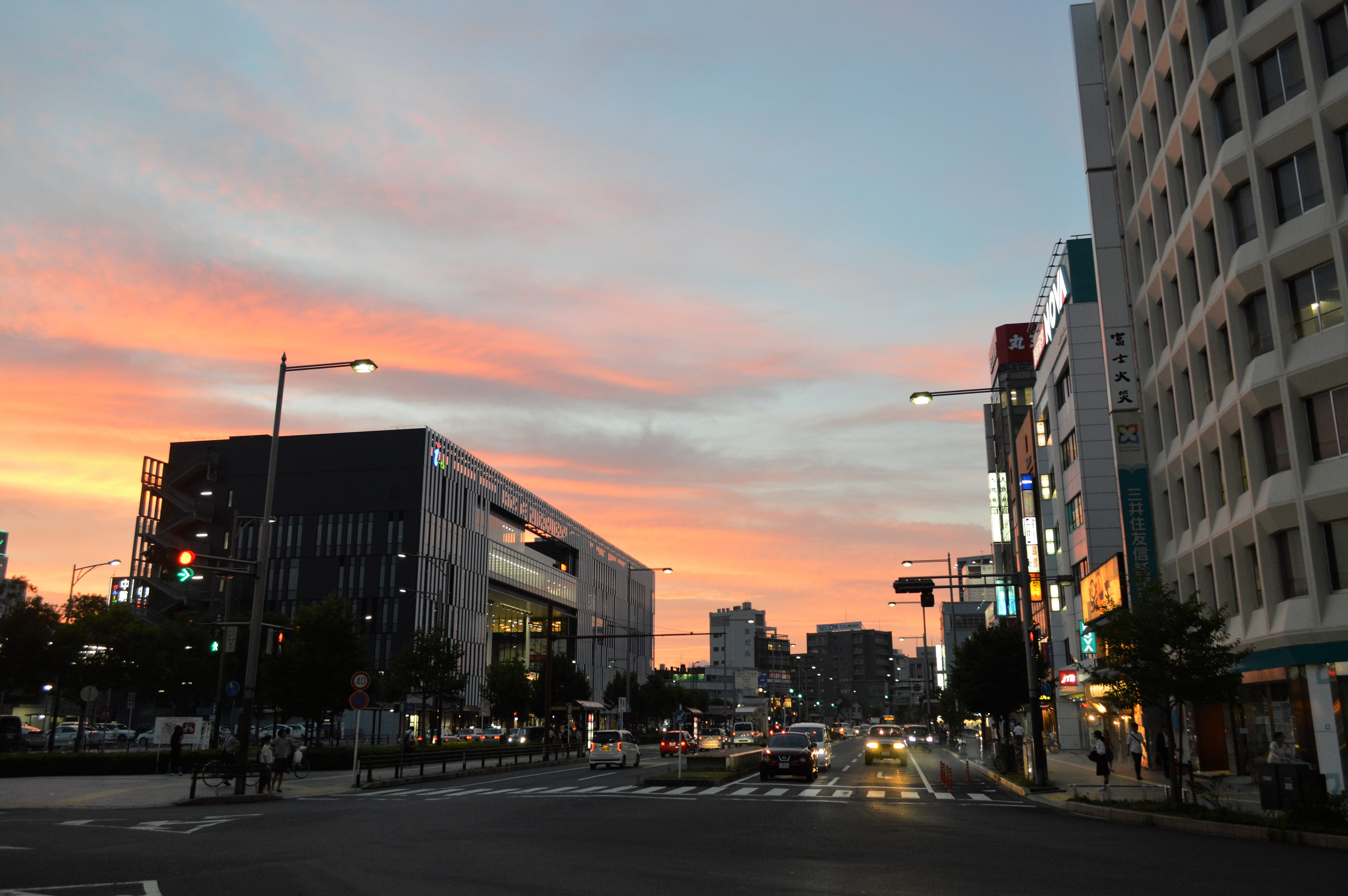
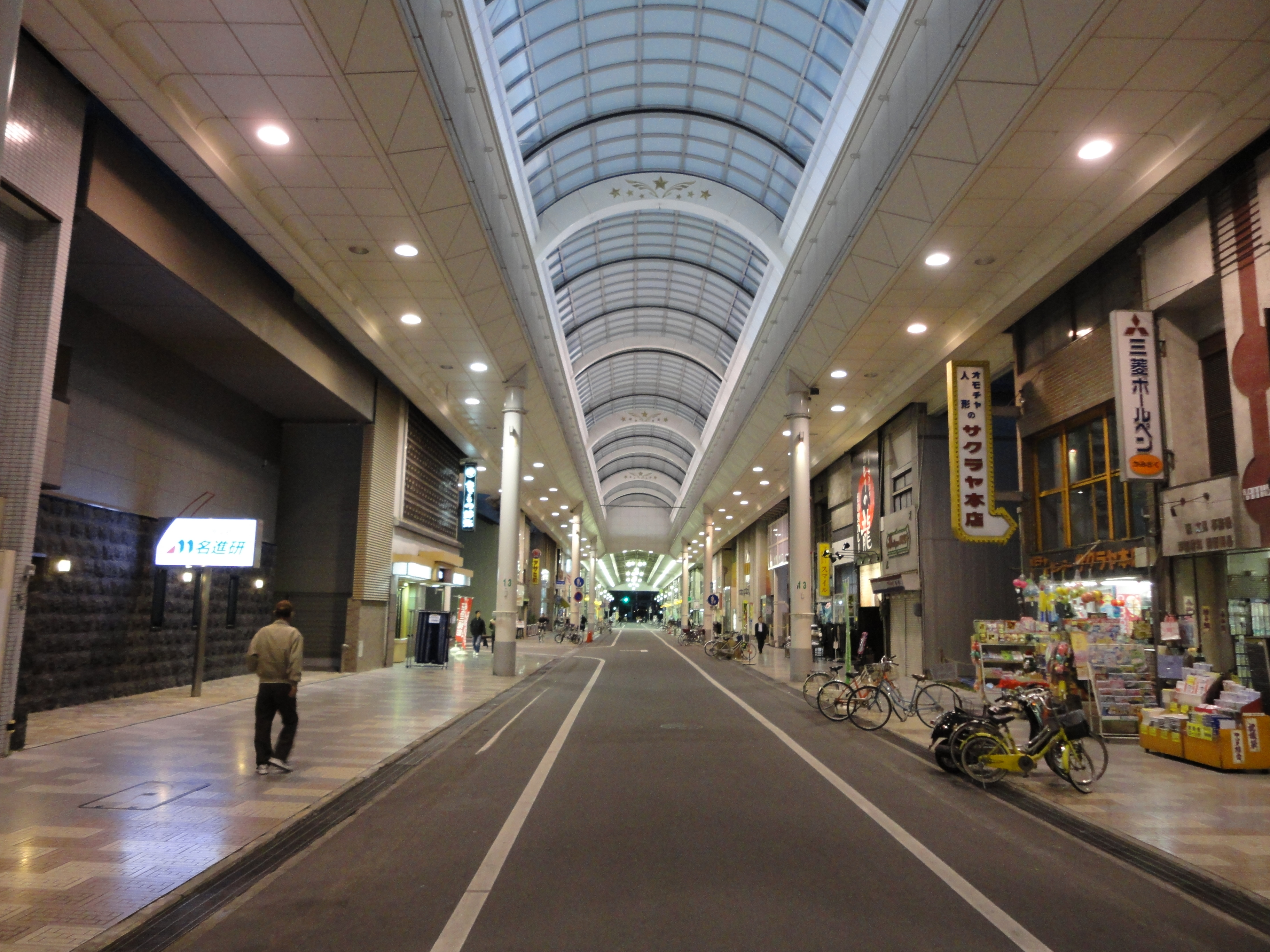
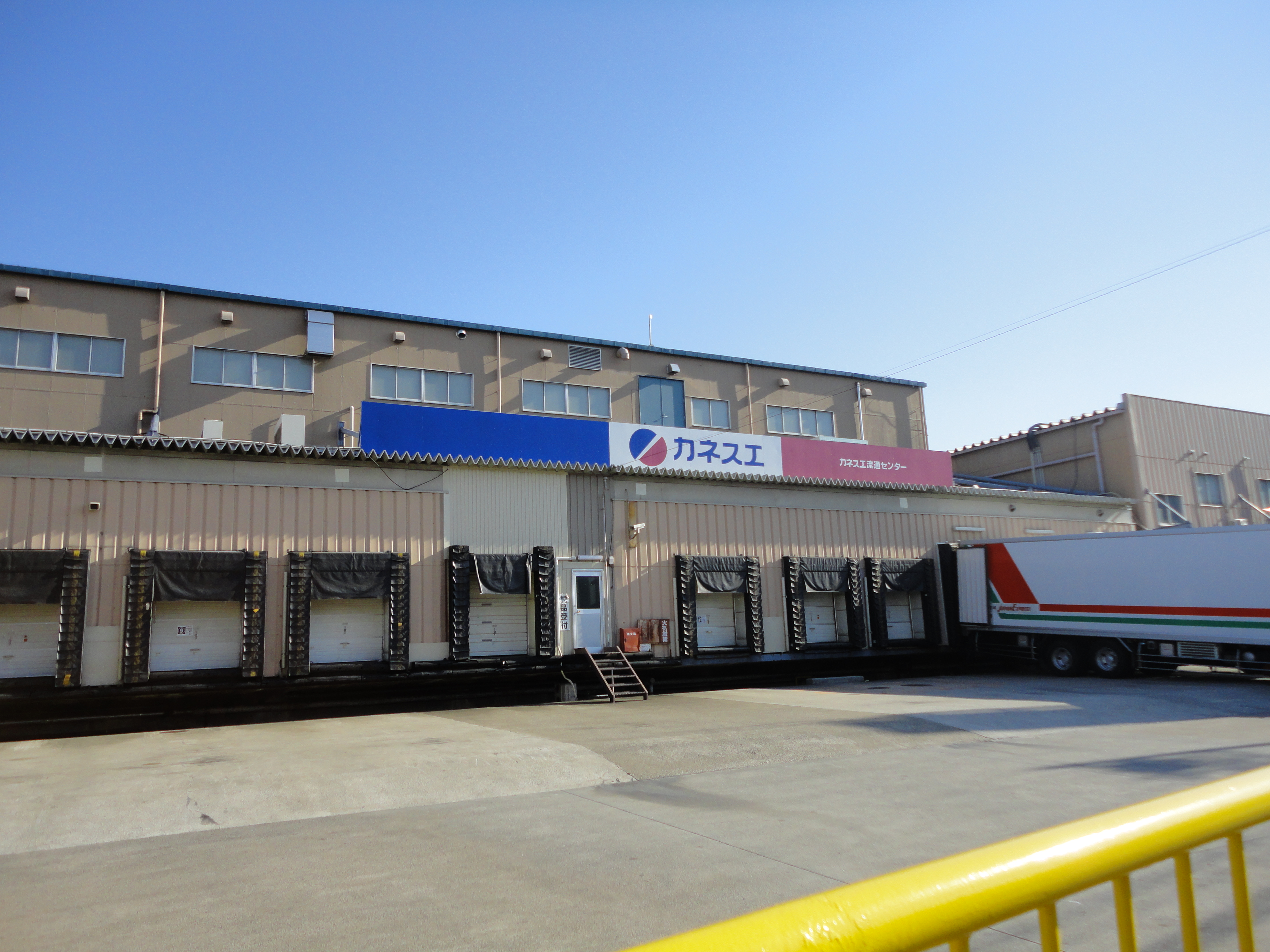

## أعلام
- هايدكي ماتسوكا
- سيتشي إيشي
- كاتسونوري هيراي
- ناو هيبينو
- كازوهيرو ياموتشي